# Coccopilatus babaevi
Coccopilatus babaevi is een vliesvleugelig insect uit de familie Encyrtidae. De wetenschappelijke naam is voor het eerst geldig gepubliceerd in 1974 door Myartseva & Sugonjaev.